# Anaïs Demoustier
Pour les articles homonymes, voir Demoustier.
Anaïs Demoustier, née le 29 septembre 1987 à Lille, est une actrice française.
Elle apparait pour la première fois au cinéma en 2003 dans Le Temps du loup de Michael Haneke aux côtés d'Isabelle Huppert. Sa popularité s'accroît avec des apparitions dans les films : La Belle Personne, Les Grandes Personnes en 2008, Belle épine, et la mini-série Paris, etc. en 2017.
Elle remporte le César de la meilleure actrice en 2019 pour son rôle dans la comédie Alice et le Maire. Par la suite, elle apparait dans plusieurs films à succès dont Novembre, Daaaaaalí !, Le Temps d'aimer, Fumer fait tousser, Incroyable mais vrai, ou encore Le Comte de Monte-Cristo en 2024.
Elle a tourné sous la direction de Rebecca Zlotowski, Christophe Honoré, James Huth, Valérie Donzelli, et Quentin Dupieux.

## Biographie

### Jeunesse et formation
Née d'un père cadre commercial dans la grande distribution natif de Lyon et d'une mère au foyer originaire de Lille, Anaïs Demoustier grandit à Villeneuve-d'Ascq avec ses sœurs Camille et Jeanne et son grand frère, Stéphane, qui lui fait découvrir et aimer le cinéma.
Encore adolescente, elle passe des auditions et débute aux côtés d'Isabelle Huppert dans Le Temps du loup (2003) de Michael Haneke.
À partir de la première, elle suit la section cinéma-audiovisuel au lycée Thérèse-d'Avila à Lille. Elle mène ensuite une licence de lettres et cinéma à l'université Paris III-Censier.

### Révélation (2005-2010)
Elle quitte assez vite l'université pour tenir des rôles secondaires au cinéma et au théâtre, puis des rôles plus importants, comme celui de Catherine dans La Belle Personne (2008) de Christophe Honoré, où elle côtoie de jeunes acteurs français (Léa Seydoux, Grégoire Leprince-Ringuet, Louis Garrel).
Son rôle en 2008 dans Les Grandes personnes lui vaut une nomination dans la catégorie Meilleur espoir féminin lors de la 34e cérémonie des César.
En 2010, elle joue pour la première fois le premier rôle dans le film L'Enfance du mal, d'Olivier Coussemacq. La même année, elle partage l'affiche du film indépendant D’amour et d’eau fraîche, d’Isabelle Czajka, avec Pio Marmaï, ce qui lui vaut une nouvelle nomination dans la catégorie du Meilleur espoir féminin lors de la 36e cérémonie des César.

### Confirmation (années 2010-2020)

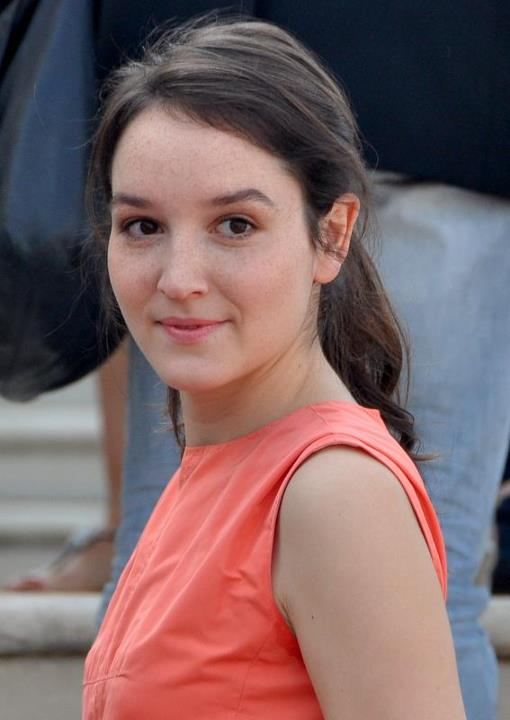
L'actrice au festival de Cannes 2012 pour la présentation de Thérèse Desqueyroux.

Des réalisateurs renommés (Claude Miller, Rebecca Zlotowski, Małgorzata Szumowska, Bertrand Tavernier) lui confient des seconds rôles importants qui lui permettent de s'épanouir davantage.
En 2011, puis 2013, elle travaille avec Robert Guédiguian et retrouve à ces occasions des acteurs (Ariane Ascaride, Jean-Pierre Darroussin) qu'elle a déjà côtoyés plusieurs fois.
Parallèlement, elle est nommée en 2011 aux Molières 2011 dans la catégorie de la révélation théâtrale pour son rôle dans Le Problème. Elle obtient également la même année le prix Romy-Schneider.
En 2013, elle fait partie de la distribution du film d'animation Loulou, l'incroyable secret d'Éric Omond, d'après la bande dessinée Loulou de Grégoire Solotareff, qui participe également à la production. Le film remporte le César du meilleur film d'animation lors de la 39e cérémonie des César.
L'année 2014 lui permet enfin d'accéder à des rôles de plus en plus exposés, avec plusieurs projets remarqués : tout d'abord, elle partage l'affiche de la comédie romantique Situation amoureuse : C'est compliqué avec Manu Payet, également coréalisateur. Ce passage comique contraste avec le reste de sa filmographie, alors essentiellement composée de films d'auteur, comme elle l'explique en 2021 : « J'ai mis du temps avant d'affirmer et d'assumer mes envies de comédie. Le film [...] a montré ce désir-là et j'en ai tourné plusieurs ensuite. ».
Puis au mois de juin, elle est à l'affiche de trois longs-métrages : elle donne la réplique à l'acteur américain Josh Charles pour le drame indépendant Bird People, de Pascale Ferran ; elle retrouve Jean-Pierre Darroussin et côtoie Isabelle Huppert pour la comédie dramatique La Ritournelle, de Marc Fitoussi ; et enfin seconde Ariane Ascaride pour le drame Au fil d'Ariane, de Robert Guédiguian. Elle conclut cette année remarquable en donnant la réplique à Romain Duris, titulaire du rôle-titre du thriller psychologique Une nouvelle amie, de François Ozon. Elle y retrouve également Raphaël Personnaz, avec qui elle a déjà joué dans George et Fanchette (diffusé en 2010) et Quai d'Orsay (sorti en 2013).
En 2015, elle accède aux rôles principaux : en mars, elle est remarquée dans la comédie dramatique À trois on y va, de Jérôme Bonnell, où elle a pour partenaires Félix Moati et la Belge Sophie Verbeeck, ; en avril, elle tient le rôle-titre de la comédie de mœurs Caprice, écrite et réalisée par Emmanuel Mouret, qui lui vaut d'excellentes critiques, ; en mai, elle présente en compétition au festival de Cannes 2015 Marguerite et Julien, dont elle partage l'affiche avec Jérémie Elkaïm, sous la direction de Valérie Donzelli.
En 2016, elle incarne madame de Fleurville dans Les Malheurs de Sophie, de Christophe Honoré, une adaptation du roman éponyme écrit par la comtesse de Ségur. La même année, elle prête sa voix au rôle titre du film d'animation La Jeune Fille sans mains de Sébastien Laudenbach, d'après l’œuvre des Frères Grimm,. Le film remporte le prix du jury au festival international du film d'animation d'Annecy 2016 tout en étant nommé à la 42e cérémonie des César dans la catégorie Meilleur film d'animation,.
L'année 2017 la voit retourner aux seconds rôles : pour la comédie initiatique Demain et tous les autres jours, de Noémie Lvovsky, puis pour la comédie dramatique Jalouse, réalisée par David Foenkinos et Stéphane Foenkinos. En retrouvant une troisième fois Robert Guédiguian, Ariane Ascaride et Jean-Pierre Darroussin pour La Villa, elle est nommée une troisième fois aux Césars dans la catégorie meilleure actrice dans un second rôle. Cette même année 2017, elle fait partie du casting de la mini-série Paris, etc., avec également Valeria Bruni Tedeschi, Naidra Ayadi, Lou Roy-Lecollinet et Zabou Breitman dans les principaux rôles. Créée par cette dernière, la série met en scène la vie de cinq Parisiennes dans la capitale.
En 2018, elle tient le premier rôle féminin de la comédie Au poste !, de Quentin Dupieux, portée par le tandem Benoît Poelvoorde et Grégoire Ludig. Le magazine Le Monde applaudit le changement de registre de l'actrice : « l’apparition d’Anaïs Demoustier emperruquée de boucles blondes suscite un instant de stupéfaction qui s’épanouit en un moment de ravissement : plutôt portée jusque-là sur les rôles de jeunes filles sérieuses, l’actrice est ici le miroir du personnage que joue Marc Fraize, une jeune femme trop enthousiaste unie à son partenaire par l’emploi répété des mots « c’est pour ça ». ». Puis elle partage l'affiche du drame Sauver ou périr de Frédéric Tellier avec Pierre Niney. L'actrice joue la compagne de ce dernier qui tient le rôle d'un sapeur-pompier de Paris qui se blesse gravement durant un incendie. Elle tient également le premier rôle féminin dans Deux Fils, le premier film comme réalisateur de Félix Moati, où elle retrouve Benoît Poelvoorde.
Enfin, elle joue le rôle titre du court métrage Pauline asservie de Charline Bourgeois-Tacquet. L'œuvre obtient le prix Télérama au festival du court métrage de Clermont-Ferrand

En 2019, elle tient le rôle-titre de la comédie Alice et le Maire, face à Fabrice Luchini. Ce rôle lui vaut le César de la meilleure actrice lors de la 45e cérémonie des César. Elle déclare en 2021 : 

« J'étais [...] heureuse de le recevoir pour Alice et le maire, car le personnage d'Alice [...] n'apparaissait pas comme un rôle à prix : ce n'est ni une performance ni un personnage tape-à-l'œil. Cela m'a touchée que le public remarque que ce genre de rôle demande aussi du travail. »

### Années 2020

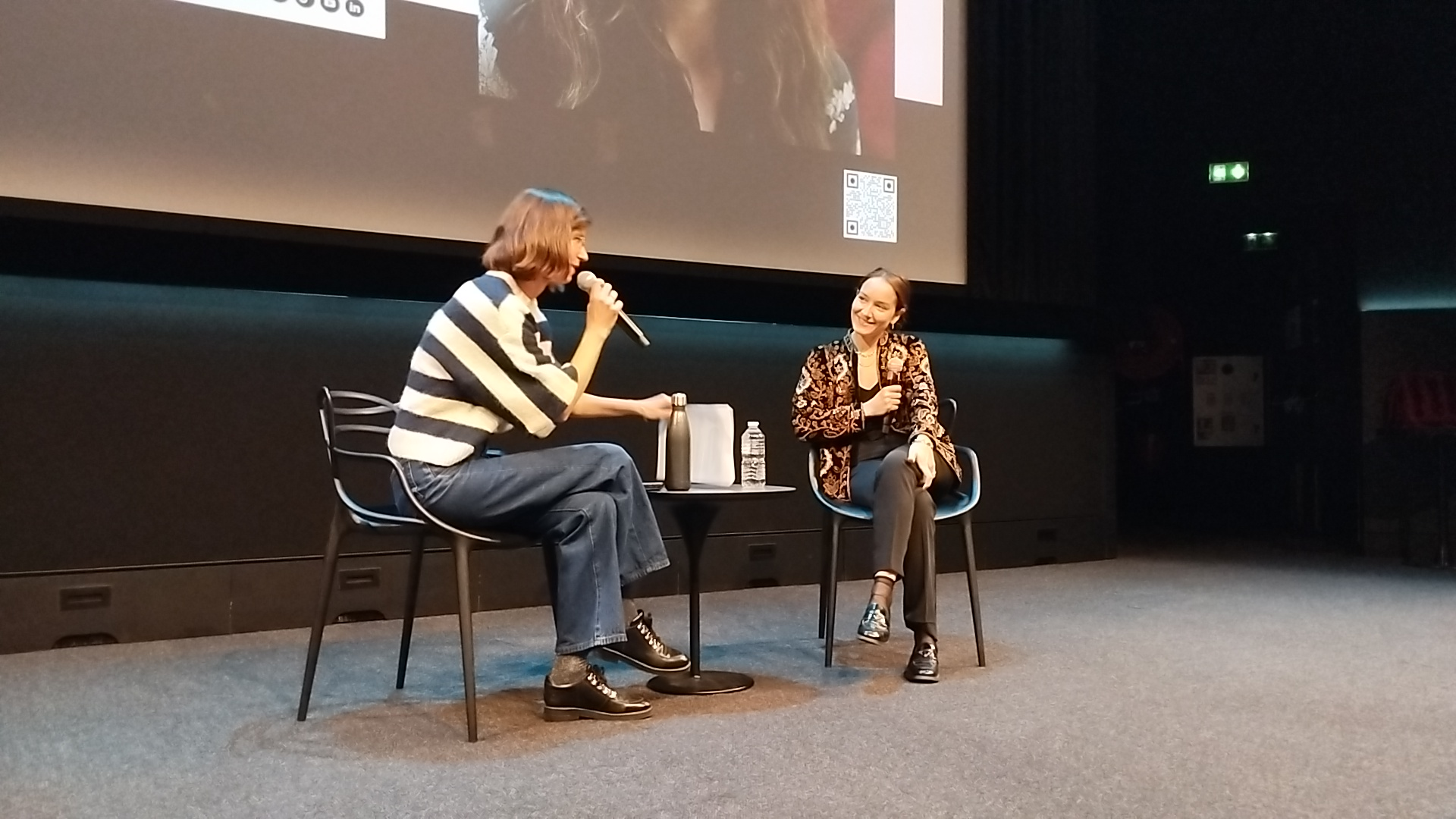
Anaïs Demoustier en rencontre au Forum des images, en octobre 2023.

En 2020, elle tourne devant la caméra de son frère Stéphane Demoustier, dans La Fille au bracelet.
En 2021, elle tient le premier rôle du long métrage Les Amours d'Anaïs. Elle y joue une jeune femme tourbillonnante et énergétique, guidée par son désir et prise dans un triangle amoureux, devenant tour à tour l'amante de Denis Podalydès et de Valeria Bruni Tedeschi, qui forment un couple. L'actrice retrouve derrière la caméra Charline Bourgeois-Tacquet qui réalise son premier film après la sortie de ses courts métrages, notamment Pauline asservie, dont Anaïs Demoustier assurait déjà le rôle titre. La réalisatrice évoque en 2020 l'impact du court métrage sur l'écriture du film : « Notre collaboration s’était si bien passée sur le court que nous avions envie de recommencer. Et nous avions toutes les deux envie de retrouver le personnage de Pauline, ou disons un personnage proche de celui du court. Dans le long, elle s’appelle Anaïs, et ce n’est pas exactement la même jeune femme, mais ce pourrait être une cousine de Pauline, dont elle a la vivacité, l’humour, les névroses. » Également en 2021 pour Allociné : « J'avais une première version de scénario avant le court métrage, et après avoir fait le court avec Anaïs Demoustier, j'ai eu envie de réécrire pour que le personnage principal soit plus proche du personnage de Pauline, dans tout ce qu'elle peut avoir d'excessif et de comique. J'ai donc réécrit le scénario en pensant à Anaïs Demoustier. » Le film est présenté à la Semaine de la critique au festival de Cannes 2021.
La même année, elle fait partie de la distribution principale de La Pièce rapportée, troisième long métrage d'Antonin Peretjatko, d'après la nouvelle Il faut un héritier de Noëlle Renaude. Elle joue le rôle d'Ava, une guichetière de la RATP qui entame une relation avec le personnage de Philippe Katerine, cela malgré la désapprobation de la mère de ce dernier, jouée par Josiane Balasko. Le film est présenté au festival du film francophone d'Angoulême et reçoit le Label Cannes au festival de Cannes 2020. Le film reçoit de bonnes critiques, le magazine Les Inrockuptibles déclarant notamment au sujet de l'actrice qui doit jouer un personnage devant s'adapter à un nouvel environnement : « elle virevolte, semblant toujours rebondir sur ses pattes comme un petit oiseau sur une pelouse. Cette capacité aviaire, épatante, rare, régalante [...] fait tout le charme et l’originalité de l’une de nos actrices préférées,. » Enfin, après À trois on y va, elle retrouve  Jérôme Bonnell qui lui offre le rôle titre de Chère Léa. Le film est décrit comme une « romance singulière dont la narration prend une tournure rare et délicate », laisse sa place au hors-champ comme l'explique l'actrice : « Le film laisse beaucoup de place au spectateur. Grégory Montel, pendant tout le temps du film, écrit une lettre à son ex. En fait, on n’a jamais accès à cette lettre. J’ai vu le film deux fois et à chaque fois je me suis raconté ce qu’il écrivait, et c’était des choses différentes. Le spectateur peut projeter tout ce qu’il veut dans cette lettre ! Projeter des choses de sa propre vie aussi. Ça donne envie d’écrire des lettres. C’est beau ! »
Au milieu de l'année 2022, elle collabore de nouveau avec Quentin Dupieux qui la fait passer du stade de second rôle dans Au poste ! à celui de l'une des têtes d'affiche de la comédie fantastique Incroyable mais vrai, dans laquelle elle est accompagnée par Léa Drucker, Alain Chabat et Benoit Magimel.
En fin d'année, elle fait partie de la distribution principale du film Novembre de Cédric Jimenez, montrant les cinq jours de l'enquête policière qui ont suivi les attentats du 13 novembre 2015 en France, du point de vue de la sous-direction anti-terroriste. Elle y joue le rôle d'Inès, qui est nouvelle dans l'effectif. La distribution est notamment complétée par Jean Dujardin, Sandrine Kiberlain, Jérémie Renier ou encore Lyna Khoudri. Son rôle lui vaut une nouvelle nomination dans la catégorie Meilleure actrice dans un second rôle lors de la 48e cérémonie des César. Toujours durant cette période, elle retrouve Quentin Dupieux dans le film Fumer fait tousser, présenté en avant-première en « séance de minuit » au festival de Cannes 2022. Dans ce film s'inspirant des séries sentai, mettant en scène des super-héros japonais, l'actrice joue une des justicières de la Tabac Force, le reste du groupe étant constitué de Gilles Lellouche, Vincent Lacoste, Jean-Pascal Zadi et Oulaya Amamra. Enfin, elle joue dans le film Coma de Bertrand Bonello, porté par Julia Faure et Louise Labèque. L'actrice prête ici sa voix à une poupée, comme le font ses camarades Gaspard Ulliel , Laetitia Casta, Vincent Lacoste et Louis Garrel.
Lors du festival de Cannes 2023, elle préside le jury de la Caméra d'or. La même année, elle est à l'affiche du film Le Temps d’aimer de Katell Quillévéré, avec Vincent Lacoste et Morgan Bailey.
En 2024, elle retrouve Quentin Dupieux pour son film Daaaaaalí ! où elle donne la réplique à Alain Chabat, Gilles Lellouche, Jonathan Cohen et Pio Marmai qui interprètent tour à tour l'artiste éponyme. On la voit ensuite jouer le rôle de Mercedes Herrera dans Le Comte de Monte-Cristo qui rencontre un grand succès auprès du public.

## Engagements
Elle est membre du collectif 50/50, qui a pour but de promouvoir l’égalité des femmes et des hommes et la diversité dans le cinéma et l’audiovisuel,.

## Vie privée
Elle épouse l'acteur Sébastien Pouderoux le 22 août 2014 et divorce en novembre 2015,.
En décembre 2015, elle annonce attendre son premier enfant dont le père est l'acteur et réalisateur Jérémie Elkaïm, avec qui elle venait de tourner Marguerite et Julien. Le 10 avril 2016, elle apparaît au festival de Cannes, sur le tapis rouge du défilé du film Les Malheurs de Sophie et révèle qu'elle a accouché d'une fille quelques semaines auparavant.

## Filmographie

### Cinéma

#### Longs métrages
- 2000 : Le Monde de Marty de Denis Bardiau : Jennifer
- 2003 : Le Temps du loup de Michael Haneke : Eva
- 2006 : Barrage de Raphaël Jacoulot : Lydie
- 2007 : L'Année suivante d'Isabelle Czajka : Emmanuelle
- 2007 : Hellphone de James Huth : Clémence
- 2007 : Le Prix à payer d'Alexandra Leclère : Justine Ménard
- 2008 : Les Murs porteurs de Cyril Gelblat : Mélanie Rosenfeld
- 2008 : La Belle Personne de Christophe Honoré : Catherine
- 2008 : Les Grandes Personnes d'Anna Novion : Jeanne
- 2009 : Sois sage de Juliette Garcias : Ève
- 2009 : Donne-moi la main de Pascal-Alex Vincent : Clémentine
- 2010 : L'Enfance du mal d'Olivier Coussemacq - Céline
- 2010 : D’amour et d’eau fraîche d’Isabelle Czajka : Julie Bataille
- 2010 : Belle Épine de Rebecca Zlotowski : Sonia Cohen
- 2010 : La Tête ailleurs de Frédéric Pelle : Jeanne, la routarde
- 2011 : Les Neiges du Kilimandjaro de Robert Guédiguian : Flo
- 2012 : Elles de Małgorzata Szumowska : Charlotte / Lola
- 2012 : L'Hiver dernier de John Shank : Julie
- 2012 : Thérèse Desqueyroux de Claude Miller : Anne
- 2013 : Quai d'Orsay de Bertrand Tavernier : Marina
- 2014 : Situation amoureuse : C'est compliqué de Manu Payet et Rodolphe Lauga : Juliette
- 2014 : La Ritournelle de Marc Fitoussi : Marion
- 2014 : Bird People de Pascale Ferran : Audrey Camuzet
- 2014 : Au fil d'Ariane de Robert Guédiguian : Martine / la comédienne
- 2014 : Une nouvelle amie de François Ozon : Claire
- 2015 : À trois on y va de Jérôme Bonnell : Mélodie
- 2015 : Caprice d'Emmanuel Mouret : Caprice
- 2015 : Marguerite et Julien de Valérie Donzelli : Marguerite de Ravalet
- 2016 : Les Malheurs de Sophie de Christophe Honoré : Madame de Fleurville
- 2017 : Demain et tous les autres jours de Noémie Lvovsky : Mathilde adulte
- 2017 : Jalouse de David Foenkinos, Stéphane Foenkinos : Mélanie Pick
- 2017 : La Villa de Robert Guédiguian : Bérangère
- 2018 : Cornélius, le meunier hurlant de Yann Le Quellec : Carmen
- 2018 : Au poste ! de Quentin Dupieux : Fiona
- 2018 : Sauver ou périr de Frédéric Tellier : Cécile
- 2018 : Deux Fils de Félix Moati : Esther
- 2019 : Alice et le Maire de Nicolas Pariser : Alice
- 2019 : Gloria mundi de Robert Guédiguian : Mathida
- 2020 : La Fille au bracelet de Stéphane Demoustier : l'avocate générale
- 2021 : La Pièce rapportée d'Antonin Peretjatko : Ava
- 2021 : Les Amours d'Anaïs de Charline Bourgeois-Tacquet : Anaïs
- 2021 : Chère Léa de Jérôme Bonnell : Léa
- 2022 : Incroyable mais vrai de Quentin Dupieux : Jeanne
- 2022 : Novembre de Cédric Jimenez : Inès
- 2022 : Fumer fait tousser de Quentin Dupieux : Nicotine
- 2022 : Coma de Bertrand Bonello : Ashley (voix)
- 2023 : La Bête dans la jungle de Patric Chiha : May
- 2023 : Le Temps d'aimer de Katell Quillévéré : Madeleine
- 2023 : Daaaaaalí ! de Quentin Dupieux : Judith
- 2024 : Le Comte de Monte-Cristo de Matthieu Delaporte et Alexandre de La Patellière : Mercédès de Morcerf
- prochainement : Venus Electrificata de Pierre Salvadori

#### Longs métrages d'animation
- 2013 : Loulou, l'incroyable secret d'Éric Omond - Scarlett
- 2016 : La Jeune Fille sans mains de Sébastien Laudenbach - la jeune fille

#### Courts métrages
- 2003 : Conflit de canards de Paul Saintillan - la fille
- 2004 : L'Accara rouge de Ludovic Bergery - Jennifer
- 2006 : Ma culotte de Blandine Lenoir - Lydia
- 2006 : Pour de vrai de Blandine Lenoir
- 2007 : Un bébé tout neuf d'Isabelle Czajka - la jeune fille
- 2008 : Zcuse-nous de Chad Chenouga - Élodie
- 2009 : Monsieur l'Abbé de Blandine Lenoir, repris dans le long-métrage Il était une foi - la jeune femme du 26 mars 1935
- 2010 : Pauline de Céline Sciamma (dans le cadre du concours Jeune et homo sous le regard des autres) - Pauline
- 2010 : Dans la jungle des villes de Stéphane Demoustier et Denis Eyriey - Julia
- 2010 : Des nœuds dans la tête de Stéphane Demoustier - Élise
- 2018 : Pauline asservie de Charline Bourgeois-Tacquet, distribué au cinéma dans la compilation Tous les garçons et les filles - Pauline

### Télévision

#### Téléfilms et séries télévisées
- 2007 : PJ, épisode Abus de faiblesse de Gérard Vergez (série télévisée) - Roxane Bellini
- 2007 : Reporters, saison 1, épisode 2 de Suzanne Fenn et Ivan Strasburg (série télévisée) - Morgane
- 2007 : C'est votre histoire : Au bout de mon rêve de Christophe Otzenberger (téléfilm) - Laetitia
- 2009 : Les Petits Meurtres d'Agatha Christie, saison 1, épisode 3 d’Éric Woreth (série télévisée) - Louise
- 2010 : George et Fanchette de Jean-Daniel Verhaeghe (téléfilm) - Fanchette
- 2010 : Fracture d'Alain Tasma (téléfilm) - Anna
- 2011 : La Joie de vivre de Jean-Pierre Améris (téléfilm) - Pauline
- 2015 : Démons de Marcial Di Fonzo Bo (téléfilm) - Jenna
- 2017 : Paris, etc. de Zabou Breitman (série télévisée) - Mathilde
- 2019 : Ce soir, c'est Palmashow du Palmashow - elle-même
- 2020 : Calls, saison 3, épisode 1 de Timothé Hochet - Constance
- 2021 : H24, 24 heures dans la vie d'une femme sur Arte

#### Séries d'animation
- 2007 : Raymond : Bertille, Lucille et Eddy
- 2011 : Rosie : Rosie
- 2021 : 50 nuances de Grecs : Techné
- 2025 : Astérix et Obélix : Le Combat des chefs : Metadata

### Documentaires
- 2019 : Les Flambeaux d'Ascq de Rémi Vouters - narration
- 2021 : Ernest Hemingway, quatre mariages et un enterrement de Virginie Linhart - narration[49]

### Web série
- 2017 : Safari Typo ![50] de Thomas Sipp - voix off
- 2019 : Palmashow[51], La réunion maternelle - La professeure

## Théâtre
- 2009 : Angelo, tyran de Padoue de Victor Hugo, mise en scène Christophe Honoré, Festival d'Avignon
- 2010 : Angelo, tyran de Padoue de Victor Hugo, mise en scène Christophe Honoré, Comédie de Reims, Maison des arts et de la culture de Créteil, Centre national de création d'Orléans, CDDB-Théâtre de Lorient, tournée
- 2011 : Le Problème de François Bégaudeau, mise en scène Arnaud Meunier, Théâtre du Rond-Point, théâtre Marigny
- 2012 : Nouveau roman de Christophe Honoré, mise en scène de l'auteur, tournée, Festival d'Avignon, Théâtre national de la Colline
- 2015 : Démons de Lars Norén, mise en scène Marcial Di Fonzo Bo, Théâtre du Rond-Point

## Musique
- 2021 : La Course Folle de Tim Dup : L'avventura
- 2022 : Crush de Requin Chagrin

## Distinctions

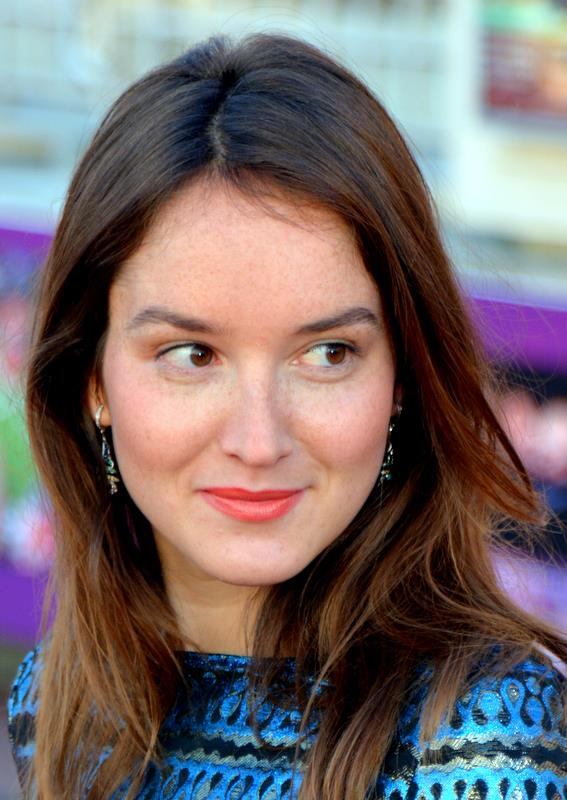
Anaïs Demoustier au Festival de Cabourg en 2015.

Elle a été nommée six fois aux Césars, obtenant le prix de la meilleure actrice en 2020 pour son rôle dans  Alice et le Maire (2019),.
En 2011, elle est nommée aux Molières 2011 dans la catégorie de la révélation théâtrale pour son rôle dans Le Problème. Elle obtient également le prix Romy-Schneider

### Décoration
- Officier de l'ordre des Arts et des Lettres

### Récompenses
- Festival du film de Cabourg 2009 : Swann d'or de la révélation féminine pour Les Grandes Personnes[52]
- Prix Romy-Schneider 2011[53]
- Prix Suzanne-Bianchetti 2011[54]
- Étoiles d'or 2012 : Étoile d'or de la révélation féminine[55]
- Festival international eurasien du cinéma 2012 : meilleure actrice pour Elles
- Festival du film de Cabourg 2015 : Swann d'or de la meilleure actrice pour À trois on y va[56]
- Festival Jean-Carmet de Moulins 2019 : prix du jury du meilleur second rôle féminin pour La Fille au bracelet
- César 2020 : meilleure actrice pour Alice et le Maire[57]

### Nominations
- César 2009 : Meilleur espoir féminin pour Les Grandes personnes
- César 2011 : Meilleur espoir féminin pour D'amour et d'eau fraîche
- Molières 2011 : meilleure révélation théâtrale pour Le Problème
- César 2018 : meilleure actrice dans un second rôle pour La Villa
- Lumières 2020 : meilleure actrice pour Alice et le Maire
- César 2023 : meilleure actrice dans un second rôle pour Novembre
- César 2025 : meilleure actrice dans un second rôle pour Le Comte de Monte-Cristo

### Radio
- « Portrait d'Anaïs Demoustier », France Culture, Bienvenue au Club, le 4 août 2023